# New Castle (Kentucky)
Pour les articles homonymes, voir Newcastle.
La ville américaine de New Castle est située dans le comté de Henry, dans l'État du Kentucky. Sa population s’élevait à 912 habitants lors du recensement de 2010. New Castle se trouve à environ 60 km de Louisville.

## Source
- (en) Cet article est partiellement ou en totalité issu de l’article de Wikipédia en anglais intitulé « New Castle, Kentucky » (voir la liste des auteurs).